# 屈爾巴赫河
50°37′37.3″N 6°42′54.62″E / 50.627028°N 6.7151722°E
屈爾巴赫河（德語：Kühlbach），是德國的河流，位於該國西部，處於北萊茵-威斯特法倫州，屬於法伊巴赫河的右支流，河道全長7.3公里，流域面積10.2平方公里。